# Tintenfassmadonna
La Tintenfassmadonna (en español: Madona del tintero o Virgen del tintero) es una estatua del gótico tardío de la Virgen María con el Niño Jesús ubicada en la Catedral de Santa María de Hildesheim, consagrada a la Asunción y declarada Patrimonio de la Humanidad en 1985. La escultura, a tamaño natural y realizada en madera policromada, fue creada hacia 1430, probablemente en Baja Sajonia. La talla destaca por poseer marcas características del gótico internacional: rostro tierno, pose suelta y pliegues fluidos.

## Descripción
La estatua, tallada en madera de roble, mide 180 centímetros de altura y muestra a la Virgen vestida con un suntuoso traje azul con cenefa dorada, recogido sobre su hombro derecho, luciendo bajo el mismo un vestido blanco. En su cabeza destaca una gran corona dorada ornamentada con cinco flores de lis, símbolo de la Trinidad. La Madona sostiene en su brazo izquierdo al Niño Jesús, quien, desnudo, se aparta de su madre mediante una leve inclinación.
El significado de esta imagen radica en la lectura de la misma: el Niño sujeta una pluma con su mano derecha, hallándose un pergamino en su rodilla, el cual aparece desplegado hasta sus pies. En su mano derecha, la Virgen aferra un tintero, objeto que le da su nombre. El Niño Jesús escritor en brazos de su madre no constituye un motivo bíblico, si bien el «Jesús aprendiz» fue un tema artístico surgido en la Edad Media, por lo que es posible que se tomase como referencia o se hiciese alusión al Libro de la vida, en el cual los nombres de los salvados fueron escritos por el propio Jesús. Por su parte, María es mostrada como la persona que contribuye a la obra de Cristo, proveyéndole de tinta, aunque el tintero puede significar también que el Niño Jesús ya estaba desde un principio dotado de total sabiduría.

## Ubicación
La Tintenfassmadonna fue emplezada inicialmente en la casa capitular de la Catedral de Hildesheim. En 1960, la imagen fue trasladada al pilar suroeste del crucero de la catedral, donde ocupó el lugar prominente de entre todas las imágenes marianas del templo.
En 2010, la talla fue transferida al Niedersächsisches Landesmuseum Hannover con motivo de la renovación de la catedral, siendo la estatua sometida a un proceso de restauración en los talleres del Klosterkammer Hannover por parte de Roksana Jachim a finales de 2012 (mediante una investigación con tomografía computarizada se descubrieron problemas en la madera y en las capas de pintura). Tras la restauración de la imagen y la catedral, la talla fue instalada el 15 de agosto de 2014 en otro lugar destacado del templo, ocupando actualmente el pilar noroeste del crucero.